# Jeffrey Isaac

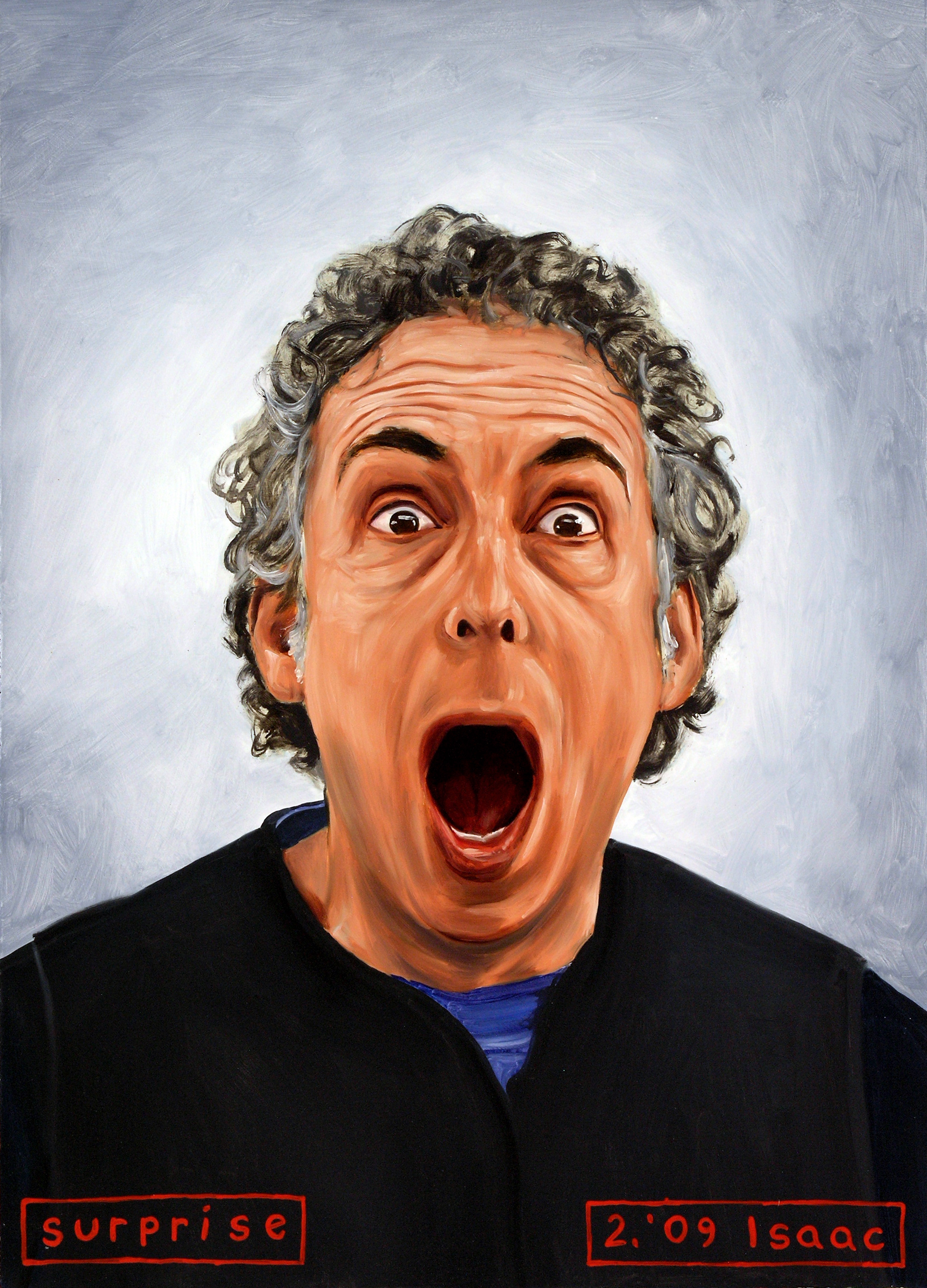
Jeffrey Isaac, surprise (Überraschung), Selbstporträt 2009

Jeffrey Isaac (* 1956 in New York) ist ein Maler und Videokünstler.

## Leben
Seine Kindheit verbrachte er in der Schweiz. Er studierte an der Rhode Island School of Design in New York und an der Camberwell School of Art in London. Seit 1976 stellt Jeffrey Isaac seine Gemälde  in der Schweiz, den USA, Italien und Deutschland aus. In New York gründete er 1979 das selbsternannte kleinste Magazin der Welt seiner Art, das Public Illumination Magazine. 1986 zog er nach Umbrien in die Nähe der Stadt Spoleto. Dort traf er den amerikanischen Künstler Sol LeWitt, beide verband eine gute Freundschaft. In den Jahren 1999 bis 2006 widmete sich Isaac stärker der Videokunst. 2004 kommt es in der Stadt Foligno zu einem Skandal. Jeffrey Isaac entschied sich, für die zentrale Prozession eine Standarte zu malen, die den Heiligen Felicianus nackt auf einem Pferd zeigt. 2007 entwarf er eine Animation für die Aufführung von Ellen Stewart des Theaterstücks Gozzi e Goldoni europei auf der 38. Biennale Teatro in Venedig. 2009 wurde eine Auswahl aus dieser Zeit in der Ausstellung Detournement Venise der 53. Biennale d´Arte in Venedig ausgestellt.

## Ausstellungen
- Porträt, Kunstraum T27, Berlin, Deutschland, 2010
- Walking the Dog, Kunsthalle Dominikanerkirche, Osnabrück, Deutschland, 2010
- Mediamorfosi 2.0, Sublab, Portici, Italien, 2010
- OSTRALE´010, Zentrum für zeitgenössische Kunst, Dresden, Deutschland, 2010
- Natur – Mensch 2010, Nationalpark Harz, Sankt Andreasberg, Deutschland, 2010
- Horizonte, Altes Museum Neukölln, Berlin, Deutschland, 2010
- Nord Art 2010, Kunst in der Carlshütte, Büddelsdorf, Deutschland, 2010[1]
- LUST, 1. Bazonnale, Weimar, Deutschland, 2010[2]
- Druckfigur, Galerie Südliches Friesland, Zetel, Deutschland, 2009
- MANIFEST DESTINIES, 53. Biennale d´Arte Venedig, Venedig, Italien, 2009
- MAnATURE, 48 Stunden Neukölln, Berlin, Deutschland 2009
- ...Where Angels Fear to Tread, Galleria Civica d’Arte Moderna, Spoleto, Italien, 2009
- I diavoli di Jeffrey Isaac, Villa Fabri o Boemi, Trevi, Italien, 2008
- Dogs, Devils & Disasters, Kunstverein Schwetzingen, Deutschland, 2007
- Videosanti, c.a.l.m.a., Perugia, Italien, 2007
- Profane & Sacred, Auditorium della Stella, Spoleto, Italien, 2006
- 10 Dog’s Tales, Festival dei Presidi, Orbetello, Italien, 1999
- Umbrian Walk, Castello di Poreta, Spoleto, Italien, 1998
- Magic Show, Galerie Commercio, Zürich, Schweiz, 1998
- Passage of Birds, Monti Associazione Culturale, Rom, Italien, 1997
- Subway to Caserta, Mediarte, Caserta, Italien, 1996
- Animal Portraits, Planita, Rom; Palazzo Comunale, Spoleto, Italien, 1995
- Per mari e monti, Macerata, Italien, 1995
- Bestiario" Studio Cristofori, Bologna, Italien, 1994
- Kleine Retrospektive, Galerie Commercio, Zürich, Schweiz, 1994
- Subway to Italy, Salvatore Ala, NYC, USA, 1994
- Panorama di Bazzano Superiore, Planita, Rom, Italien, 1994
- Dina Carola, Naples, Italien 1993
- 93 Olives, Galleria Marilena Bonomo, Bari, Italien, 1993
- Madonna del Pozzo, Galleria Marilena Bonomo, Bari, Italien, 1991
- Galerie Feusisberg, Feusisberg, Schweiz, 1990
- Panorama di Bazzano Superiore, Spoletosfera, Festival of Two Worlds, Spoleto, Italien, 1990
- Neue Galerie a16, Zürich, Schweiz, 1990
- Galerie Nada Relic, Zürich, Schweiz, 1990
- Palazzo Rosari Spada, Spoleto, Italien, 1989
- Galerie Nada Relic, Zürich, Schweiz, 1988
- Galerie Murbach, Horgen, Schweiz, 1987
- Edison Hall Gallery, Edison, NJ, USA, 1985
- Phenix City Art Gallery, NYC, USA, 1985
- Centre d'Art Contemporain, Genf, Schweiz, 1984
- ZONA, Florenz, Italien, 1982
- Galerie 38, Zürich, Schweiz, 1979, 1977, 1976